# Станіслав Яроцький
Станіслав Яроцький гербу Равич (пом. 10/11 жовтня 1515) — державний діяч Королівства Польського, суддя земський севезький (1505), надвірний маршалок (1505—1515), охмістр королеви Барбари Запольської (1512), каштелян завихостський (1514—1515); староста славковський (1497—1502), хенцинський (1504—1508), іновроцлавський (1505—1510), бендзинський (1506—1515).

## Життєпис
Народився Станіслав, імовірно, в останній чверті XV століття. Про родину його відомості відсутні. Підписувався на документах Яроцьким, Яросським, Ярочським з Ярошина чи Яроцина. Родина Яроцьких походила з Ярошина біля Пулавів у Люблінському воєводстві.
Після 1497 року Станіслав Яроцький став старостою славковським, був ним щонайменше до 1502 року. Цього ж року згадується як придворний короля Олександра Ягеллончика, ймовірно був ним з початку панування останнього — від середини 1501 року, й до середини 1505 року. 1502 року отримав експектативу на посаду войського краківського та згоду короля на викуп тенути бендзинської з приналежними до неї Щаковою і половиною Цєнжковиців (тепер — частини міста Явожно) у Пйотра та Станіслава Шафранців та з рук Бенедикта Поґурського, який тримав її у заставі. Остаточно тенута перейшла до Яроцького 1505 року. 1504 року отримав староство хенцинське, тримав його до 1508 року. 1504 року отримав експектативу на уряд підкоморія краківського.
1505 року Яроцький був суддею земським севезьким. 15 липня цього ж року був номінований на посаду надвірного маршалка, обіймав її до кінця життя. Тоді ж за позику 4000 угорських флоринів, які спочатку забезпечувалися на поборах сєрадзьких, отримав у заставу староство іновроцлавське; тримав його до 1510 року.
1512 року Станіслав Яроцький згадується як охмістр королеви Барбари Запольської. 22 липня 1514 року був призначений на посаду каштеляна завихостського.
Помер Станіслав Яроцький 1515 року. Похований імовірно в костелі в Імельні.

## Маєтності
Ян Длуґош згадує в другій половині XV століття Станіслава Яроцького, дідича Сєдлець, Клімонтова, Поґоні та частини Заґуже (тепер — частини міста Сосновець) біля Бендзина. Ці села він отримав від короля Олександра Ягеллончика 1502 року як відплату за борги. Яроцький також був співпокровителем парафіяльного костелу в Мисловицях.
1509 року Яроцький за згодою короля Сигізмунда I записує своїй другій дружині Марині як посаг певну суму на замку Бендзин, Щаковій і половині Цєнжковиців
У колекції Музею Чарторийських зберігаються залишки триптиха 1511 року, котрий, як вважається, фундований Станіславом Яроцьким для костелу Отців Паулінів на Скалці в Кракові. Проте сучасні дослідники відкидають версію про фундацію Яроцького.

## Сім'я
Станіслав Яроцький був двічі одружений. Про першу дружину відомості не збереглися. Другою дружиною стала близько 1507 року Марина чи Маріанна невідомого прізвища. Подружжя мало дітей:
- Барбару (можливо — доньку від першої дружини невідомого імені) — дружину Яна Якша-Рожена гербу Ґриф;
- Дороту — дружину писаря земського краківського Якуба Рупнєвського, потім Кшиштофа Вєлоґловонського;
- Вільгельма (пом. 1546) — придворного й підстолія королівського, плебана солецького, каноніка краківського й пробста войніцького.
- Кшиштофа, який протягом 1535—1537 років придбав Томпковиці, Добешовиці та Пижовиці у Севезькому князівстві;
- Єжи — дідича Клімонтова та Заґуже;
- Ієроніма;
- Зиґмунта власник Імельного та Мотковиці[2];
- Яна, який отримав маєток Ярошин;
- Даніеля (можливо, це друге ім'я вищезазначеного Кшиштофа), що осів у Верхній Сілезії і від нього, ймовірно, походять графи фон Ярочин нім. Jarotschin;
- Станіслава — дідича маєтку Сєдльце[17].

Після смерті Яроцького його вдова Марина вдруге вийшла заміж за Ясєнського.